# 波焦阿卡亚诺美第奇别墅

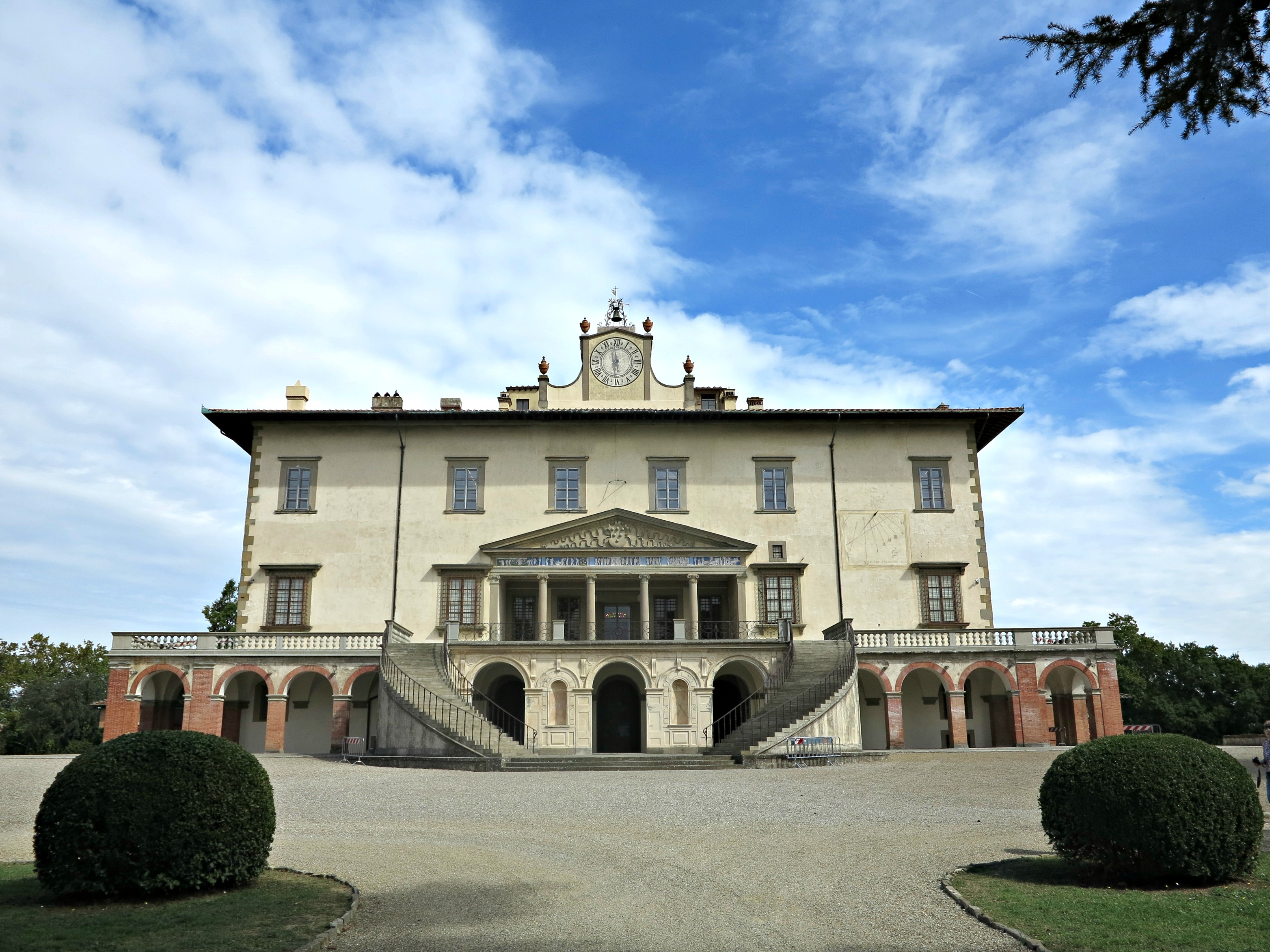
波焦阿卡亚诺美第奇别墅

波焦阿卡亚诺美第奇别墅（義大利語：Medici Villa of Poggio a Caiano）是托斯卡纳最著名的美第奇别墅之一，位于托斯卡纳大区普拉托省的波焦阿卡亚诺。今天，古建筑属于国有，开设两个博物馆：历史公寓博物馆（底楼和二楼）和静物博物馆（三楼）。1480年，洛伦佐·德·美第奇委托朱利亚诺·达·桑加洛修建这座别墅。这座建筑有意识地恢复了古典建筑的元素，如爱奥尼柱式的神庙立面:137 。